# 蘇菲·朗朵
蘇菲·朗朵（Sophie Rundle，1988年4月21日—）為英國女演員。她最眾所皆知的角色包括英國廣播公司One歷史犯罪電視劇《浴血黑幫》中的Ada Shelby、英国广播公司电视劇《貼身保镖》裡的Vicky Budd、ITV電視劇《布萊切利四人組》裡的密瑪分析員Lucy，以及英國/美國合作的電視情境喜劇《荒唐好萊塢》裡的Labia。她也在Sky One播放的電視劇《Jamestown》裡飾演Alice。

## 成長簡史
朗朵出生於英格蘭，父母為Michael以及Fiona Rundle。她有兩個兄弟-詹姆斯及亨利。她曾就讀伯恩茅斯女子學校。接著於2007年畢業於英國皇家戲劇學院，並獲得在演戲方面的藝術學士學位。

## 演藝生涯

### 電影與電視劇
開啟朗朵演藝生涯的的是一部英國恐怖喜剧電影《Small Town Folk》，與Warwick Davis對戲。2012年年，她主演在由奈Nigel Stafford-Clark製作，以及由Julian Felllowes根據鐵達尼號沉沒故事所寫的ITV四部短的時代電視劇。2013年，她客串飾演英國/美國合作的電視情境喜劇《荒唐好萊塢》裡的Labia，與麥特·勒布郎和史蒂芬·曼甘對戲，並在Showtime和英国广播公司Two播出。
在2012年，朗朵演出由迈克·纽维尔所執導的電影《Great Expectations》。此電影在2012年多倫多國際電影節中首映，於2012年11月20日在英國上映。
朗朵也在BBC電視劇《梅林传奇》的最後一季Arthur's Bane主題的兩集中飾演Sefa。
她在ITV神秘劇系列的《布萊切利四人組》擔任領銜演員，這是有關調查一系列謀殺事件的四位女性，並在2014年的1月27結束拍攝。在此系列取消續拍之後，朗朵指出：
|  | 這對我們來說是一種恥辱，因為我們其實想回來繼續拍攝。我們都感到非常失望。就目前的情勢來看，確實難以讓戲劇重獲撰寫拍攝。但能拍攝第二系列是徹底預料外的，我們以為這只有一個系列。 |

朗朵飾演英國廣播公司One的一部歷史犯罪電視劇《浴血黑幫》中的Ada Shelby，這是參考Shelby家族回憶錄、虛構Shelby家族在世界大戰期間的伯明翰，那由許多兄弟姊妹以及親戚所組成的一個最凶悍之犯罪集團故事。對於在拍片期間為掌握伯明翰口音（Brummie），她提到伯明翰口音在電視上不常聽到，這讓她和其他演員剛開始都感到很挫折，但在第一次於伯明翰拍攝時即知道如何掌握。
朗朵在Sky Living的犯罪系列電視劇《Talking to the Dead》飾演年輕的調查刑警——Fiona Griffiths。此劇是基於Harry Bingham的同名小說，並由金球獎提名的Gwyneth Hughes所改編而成的。在飾演Fiona Griffiths時，蘭朵為了更貼近Griffiths這角色，還研究了科塔爾症候群。她承認在Griffiths這個角色是有點「糊塗」。並說：「好吧，沒錯。劇中神祕的一部分是試著處理Griffiths究竟發生了什麼事。就像你知道那裡有個歷史性的創傷，然後你試著去釐清。 試著釐清會慢慢給予你一點的線索。Griffiths也有精神健康方面的病史，這使她與死亡有一種親近。」
朗朵在BBC醫療戲劇系列《呼叫助产士》的第三季的第七集客串飾演一位在產後飽受精神問題的母親-Pamela Saint，該劇在2014年3月2日播出。她也演出英国广播公司One一部刑事調查系列的戲劇Happy Valeey。她飾演一位因攔截Lewis（Adam Long飾演）超速駕駛，以及被Lewis一位跟綁票有關的同夥Tommy（由詹姆士·諾頓飾演）毆打，又因Tommy被定罪為毒品罪犯而被他殺害的菜鳥女警-Kirsten MaAskill。她的角色在整個戲劇性的發展中，蘭朵暗示Kirsten「相當年輕，且對她的工作持有渴望與熱情，當事情該發生時發生了，這是一個多麼真實又倍感震驚的情況，這確實也令人感到興奮。」該系列是由Sally Wainwright創作，由Sarah Lancashire和史蒂夫·佩姆伯顿主演。
2014年10月4日，朗朵擔任由James Martin主持的實境烹飪節目《Saturday Kitchen》的受訪客人。
朗朵在一部由Helen Edmundson撰寫並採用英国广播公司J·B·Priestley之An Inspector Calls版本的戲劇中飾演Eva Smith/ Daisy Renton。大卫·休里斯也飾演主角-Ken Stott以及米兰达·理查森。該劇由Aisling Walsh執導，並在2015年的9月13日於BBC One播出。在2015年的六月，蘭朵在第四台的情境喜劇《Not Safe for Work》中飾演Jenny，與 Zawe Ashton、Tom Weston-Jones、 Samuel Barnett、Sacha Dhawan 以及 Anastasia Hille一起演出。該系列由編劇家D.C.Moore撰寫與創作，於2015年6月30日播出。
朗朵也在英国广播公司分20集重新製作並改造由英國作家查尔斯·狄更斯所創角色之電視劇《Dickensian》，於2015年12月26日播出於BBC One。
2016年1月18日，朗朵宣布將飾演ITV公司分六集大致依據Gold Group 國際 CEO Jacqueline Gold 在1995年的傳記《Good Vibrations》的戲劇《Brief Encounters》。 背景設定在1980年代，此系列是有關在私宅通過銷售女性内衣和性玩具來找到幸福的潛力以及美夢成真的四位女性。該劇於1月底在雪菲爾開始拍攝的。
朗朵也出現在天空第一台戲劇Jamestown裡飾演其中一位橫跨大西洋3700英哩，只為在一個新的世界中以「女僕成為老婆」的方式嫁給一位陌生人的Alice Kett。
朗朵出現在一部由Jed Mercurio所創作的六部驚悚片《貼身保镖》，並與Keeley Hawes和Gina Makee一起出演，該劇由BBC One播出。此系列講述一位退休軍人擔任在倫敦大都會警察局底下之皇室與特殊保護部門之特勤人員的虛構故事。
2018年4月26日，朗朵宣布即將演出由英国广播公司One和HBO聯合製作的電視劇《绅士杰克》，該劇以安妮·李斯特（Anne Lister）的日記為基礎改編，日記總共包含400多萬字，日記主要以密碼編寫記錄了李斯特一生中的女同性戀關係。她飾演一位富有的繼承人安·沃克，即Anne Lister的伴侶。與苏兰·琼斯和Timothy West一起演出。
2019年，朗朵飾演在Sky Art' Urban Myths系列中的戴安娜王妃。與David Avery（飾演弗雷迪·莫库里）和馬修·貝恩頓（飾演Kenny Everett）一起演出。

### 戲劇
2013年2月，朗朵在由Stephen Unwin製作一部由英國劇作《Noël Coward》所撰寫的The Vortex扮演Bunty Mainwaring，並在金斯顿的玫瑰剧院演出。
2014年12月，她在一部由倫敦出生的克羅地亞人劇作家Tena Štivičić所撰寫“3 Winters”新劇中扮演Lucia Kos。該劇是有關在經歷克羅地亞歷史上三個關鍵時期的Kos家族。該劇由国家剧院的Howard Davies執導。

## 影視作品

### 電影
| 年份 | 劇名             | 角色      | 備註 |
| ---- | ---------------- | --------- | ---- |
| 2007 | 《小镇民》       | Heather   |      |
| 2012 | 《伟大的期望》   | 克拉拉    |      |
| 2014 | 《面对一个天使》 | 汉娜      |      |
| 2020 | 《Rose》         | Rose      |      |
| 2020 | 《永夜漂流》     | 瓊·蘇利文 |      |

### 電視劇
| 年份      | 劇名                         | 角色                           | 備註                                                   |
| --------- | ---------------------------- | ------------------------------ | ------------------------------------------------------ |
| 2011      | 《Garrow的法律》             | 卡森小姐                       | 3與4集                                                 |
| 2012      | 《鐵達尼號》                 | Roberta Maioni                 | 经常性的角色                                           |
| 2012      | 《梅林》                     | Sefa                           | "Arthur's Bane-1和第2部分"                             |
| 2013      | 《設得蘭謎案》               | 苏菲                           | "Red Bones-1和第2部分"                                 |
| 2012-2014 | 《布莱切利四人组》           | 露西                           | 主角                                                   |
| 2012-2014 | 《荒唐好萊塢》               | Labia                          | 经常性的角色                                           |
| 2013      | 《Talking to the Dead》      | 菲奥娜*格里菲斯                | 主角                                                   |
| 2014      | 《呼叫助產士》               | 圣帕梅拉                       | 訪客                                                   |
| 2014      | 《Happy Valley》             | Kirsten McAskill               | 经常性的角色                                           |
| 2015      | 《Not Safe for Work》        | 珍妮                           | 主角                                                   |
| 2015      | 《罪惡之家 (又名:探長來訪)》 | 伊娃史密斯/黛西兰顿/莎拉       |                                                        |
| 2015-2016 | 《狄更斯》                   | 霍诺丽娅巴巴里                 | 配角                                                   |
| 2016      | 《Brief Encounters》         | Steph Kirke                    | 主角                                                   |
| 2013-2022 | 《浴血黑幫》                 | Ada Shelby                     | 主角                                                   |
| 2017-2019 | 《詹姆斯顿》                 | Alice Kett, Mrs. Silas Sharrow | 主角                                                   |
| 2018      | 《貼身保镖》                 | Vicky Budd                     | 主角                                                   |
| 2019-2022 | 《紳士傑克》                 | 安·沃克                        | 主角                                                   |
| 2019      | 《城市神话》                 | 戴安娜王妃                     | "Princess Diana, Freddie And Kenny - One Normal Night" |
| 2019      | 《伊莉莎白不見了》           | Susan "Sukey" Jefford          |                                                        |
| 2020      | 《巢穴》                     | 艾蜜莉                         | 主角                                                   |

### 廣播節目
| 年   | 節目         | 角色   | 備註 |
| ---- | ------------ | ------ | ---- |
| 2016 | 《Stardust》 | Yvaine | 主角 |

### 戲劇
| 年     | 劇名              | 角色  | 執導          | 演出地點       |
| ------ | ----------------- | ----- | ------------- | -------------- |
| 2013年 | 《The Vortex》    | Bunty | Stephen Unwin | 玫瑰剧院       |
| 2014年 | 《Three Winters》 | Lucia | Howard Davies | 皇家剧院       |
| 2016   | 《Wild Honey》    | Sofya | Jonathan Kent | 汉普斯特德剧院 |